# Arteria palatina ascendens

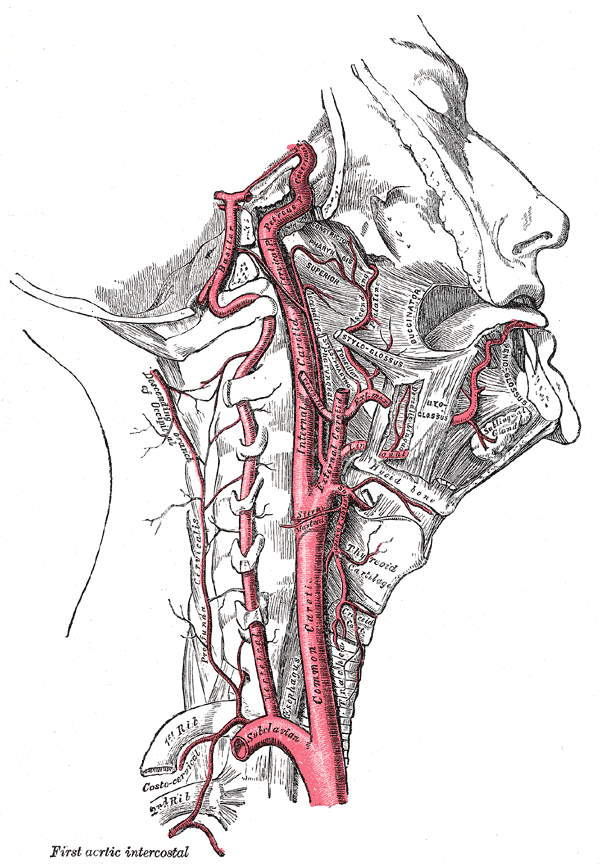
Kopfarterien des Menschen

Die Arteria palatina ascendens („Aufsteigende Gaumenarterie“) ist eine Schlagader des Kopfes. 
Die Arteria palatina ascendens entspringt beim Menschen aus dem Anfangsabschnitt der Arteria facialis und zieht zwischen Musculus styloglossus und Musculus stylopharyngeus seitlich an den Pharynx und im weiteren Verlauf zwischen Musculus constrictor pharyngis superior und Musculus pterygoideus medialis bis nahe an die Schädelbasis.
In der Nähe des  Musculus levator veli palatini teilt sich das Gefäß in zwei Äste. Einer folgt dem Verlauf dieses Muskels, versorgt ihn, biegt am oberen Rand des Musculus constrictor pharyngis superior um und versorgt das Gaumensegel und die Gaumendrüsen, wobei sie Anastomosen mit dem Gefäß der anderen Seite und der Arteria palatina descendens eingeht. Der zweite Ast zieht durch den Musculus constrictor pharyngis superior und versorgt die Gaumenmandel und Eustachi-Röhre, wobei sie mit dem Mandel-Ast der Arteria facialis und der Arteria pharyngea ascendens anastomosiert.
Bei Raubtieren und Schweinen entspringt die Arteria palatina ascendens aus der Arteria lingualis, bei Rindern aus der Arteria occipitalis und bei Pferden aus dem Truncus linguofacialis.